# مقاطعة إريتريا
كانت مقاطعة إريتريا مقاطعة تاريخية في أقصى شمال إثيوبيا وعاصمتها أسمرة.

## التاريخ
سميت المنطقة تاريخيا مدري بحري (أرض البحر). تم تغيير اسمها إلى إريتريا بعد إنشاء مستعمرة إريتريا الإيطالية في عام 1890، بعد توسيع الاحتلال الإيطالي في المنطقة منذ عام 1882. تم تحديد الحدود بين إريتريا الإيطالية والإمبراطورية الإثيوبية في معاهدة وتشاله عام 1889.وبعد أن غزت إيطاليا إثيوبيا في عام 1936 وأنشأت مستعمرة شرق أفريقيا الإيطالية، أصبحت إريتريا جزءً منها. وخلال الحرب العالمية الثانية وقعت تحت الاحتلال العسكري البريطاني وأصبحت تحت إشراف الأمم المتحدة في عام 1951. وفي 15 سبتمبر 1952، أصبحت الدولة المستقلة الإريترية، متحدة مع الإمبراطورية الإثيوبية تحت سيادة التاج الإثيوبي.
تم سحب الحكم الذاتي في 14 نوفمبر 1962، بعد بداية حرب الاستقلال الإريترية في عام 1961. وبعد الثورة الإثيوبية في عام 1974، تم وضع المقاطعة في عهد ديرغ ثم جمهورية إثيوبيا الشعبية الديمقراطية. حققت المقاطعة استقلالًا قانونيًا تحت جبهة التحرير الشعبية الإريترية في عام 1991 وألغيت رسميا من قبل إثيوبيا في عام 1993، لتصبح دولة إريتريا المستقلة.